# Alessandro Natale Medici
Alessandro Natale Medici (Bergamo, 24 dicembre 1840 – Oneglia, 31 luglio 1889) è stato un militare e patriota italiano, che dopo aver preso parte alla Spedizione dei Mille, transitò in forza al Regio Esercito con il grado di sottotenente.

## Biografia
Nacque a Bergamo il 24 dicembre 1840, figlio di Giuseppe, di professione capomastro, e Maria Garetti. Nel 1860, all'età di vent'anni, seppe che il generale Giuseppe Garibaldi stava preparando una spedizione per liberare il Regno delle Due Sicilie dal dominio dei Borboni.
Imbarcatosi a Quarto, il 5 maggio salpò verso la Sicilia, sbarcando a Marsala l'11 maggio in forza alla 8ª Compagnia. Ferito da una palla di moschetto all'avambraccio durante uno dei primi combattimenti, fu ricoverato per qualche giorno a Vita, e poi si riunì alle colonne garibaldine ad Alcamo. Il 10 giugno, poco tempo dopo la presa di Palermo (27 maggio), fu nominato caporale in forza al 7º Battaglione Cacciatori delle Alpi (comandato da Angelo Bassini), 2ª Brigata (colonnello Ferdinando Eber), 13ª Divisione (al comando di Stefano Turr).
Promosso sergente, il 7 luglio stesso anno, per nomina dittatoriale, è promosso luogotenente in forza alla 2ª Divisione.
In tal grado è confermato dopo il passaggio al Corpo Volontari Italiani, avvenuto il 20 ottobre 1861. Con Regio Decreto del 30 settembre 1862 ricevette una menzione onorevole per il suo comportamento durante la campagna del 1860.
Con Regio Decreto, nel marzo 1862 è comandato a presentarsi presso il deposito di Ivrea, assegnato ai sottotenenti già in forza all'Esercito meridionale, passando il mese successivo in forza al 46º Reggimento fanteria. Nel giugno successivo è trasferito al 7º Reggimento granatieri, passando nel 1865 al 25º Reggimento fanteria. Posto in aspettativa per la riduzione degli organici il 25 gennaio 1866, già nel mese di maggio è richiamato in servizio per partecipare alla terza guerra d'indipendenza. Nel 1867 è di nuovo messo in aspettativa, ma il 19 agosto 1869 viene rimosso dal grado e dall'impiego, perdendo anche il diritto alla pensione, a causa delle sue mai dissimulate idee repubblicane. Secondo alcune fonti si trovava con amici in una trattoria di Bergamo qualdo alcuni di essi si misero ad inneggiare alla repubblica. In qualità di ufficiale del Regio Esercito egli sarebbe dovuto intervenire, ma a causa del carattere privato della riunione non ritenne opportuno farlo. La voce dell'incidente si sparse, divenendo di dominio pubblico, e le alte autorità dell'esercito adottarono il duro provvedimento. Divenuto commerciante, e mai sposatosi, si spense a Oneglia il 31 luglio 1889.

### Annotazioni
1. ↑  Secondo la testimonianza di Giuseppe cesare Abba gli ufficiali del battaglione erano quasi tutti signori lombardi.